# サン ロレンツォ ビーチ (メリリャ)
サン・ロレンツォ・ビーチ（San_Lorenzo_Beach、スペイン語：Playa de San Lorenzo）　はスペインのメリリャ自治都市にあるビーチ。
長さは約240メートル、平均幅は100メートル。 
1926年11月から1927年2月まで、嵐によって破壊される可能性が高いため、兵舎が建てられていた。 これは、エンリケ・コブレロ・アセロ市長が実施した浚渫に加え、解体されたサン・ロレンソ山の砂で形成された。